# Шох, Антон Рохусович
Антон Рохусович Шох (7 января 1960, Джамбул — 7 марта 2009, Усть-Каменогорск) — советский и казахстанский футболист и тренер.

## Клубная карьера
Воспитанник футбольной школы Джамбула — с 1970.
Шесть лет выступал за алматинский «Кайрат» (1979—1985).
В 1986 году перешёл в украинский клуб «Днепр» (Днепропетровск). Капитан ФК «Днепр» — 1988—1989. Чемпион СССР 1988, вице-чемпион 1987 и 1989. Обладатель Кубка СССР 1989 года (в финале c «Торпедо» (Москва) забил единственный гол — 1:0). В чемпионатах СССР в высшей лиге провёл 218 игр, забил 13 голов, из них в алматинском «Кайрате» — 132 (8).
C 1990 по 1995 играл в различных клубах Австрии, Израиля, Финляндии и Украины до завершения карьеры.

## Тренерская карьера
Тренер «Эвиса» (Николаев) — 1995 (с августа) — 1996, «Спартака-Орехово» — 1997.
В 1998 по предложению Остроушко переехал с ним в Узбекистан, где год работал тренером в «Новбахоре».
Затем был тренером в «Соколе» (2000—2001), «Роторе» (2002—2003), «Атырау» (2004) и «Содовике» (2007).
Был ассистентом главного тренера национальной сборной Казахстана (2004—2005), главный тренер молодёжной сборной Казахстана в отборочном турнире чемпионата Европы 2006. В феврале 2009 года вновь назначен главным тренером молодёжной сборной Казахстана.
В январе-марте 2009 года был главным тренером казахстанского футбольного клуба «Атырау». Скоропостижно скончался после выездного матча в Усть-Каменогорске с местным «Востоком» (2:2). Похоронен на Димитриевском кладбище в Волгограде.

## Семья
Из семьи поволжских немцев. Отец — Шох Рохус Рохусович (1933) был репрессирован советской властью, реабилитирован в 2000 году.
Младший брат Рохус (1962) — футбольный функционер, член исполкома Российского футбольного союза.

## Достижения
Днепр
- Чемпион СССР: 1988
- Серебряный призёр чемпионата СССР: 1987, 1989
- Обладатель Кубка СССР 1989